# Ghiacciaio DeAngelo
Il ghiacciaio DeAngelo è un ghiacciaio situato sulla costa di Borchgrevink, nella regione nord-occidentale della Dipendenza di Ross, in Antartide. In particolare, il ghiacciaio, il cui punto più alto si trova a circa 1400 m s.l.m., ha origine dal fianco sud-orientale del monte Robinson, nei monti dell'Ammiragliato, e da qui scorre verso sud-est lungo il versante meridionale del monte Ruegg per unire il proprio flusso a quello del ghiacciaio Moubray a sud del sopracitato monte.

## Storia
Il ghiacciaio DeAngelo è stato mappato per la prima volta dallo United States Geological Survey grazie a fotografie scattate dalla marina militare statunitense (USN) durante ricognizioni aeree e terrestri effettuate nel periodo 1960-63, e così battezzato dal Comitato consultivo dei nomi antartici in onore dell'aviatore di prima classe Richard J. DeAngelo, morto nello schianto del suo Douglas C-124 Globemaster II avvenuto nelle vicinanze del ghiacciaio nel 1958.